# 현택훈
현택훈(1974)은 대한민국의 시인이다. 제주도 부록마을에서 태어났다.

## 수상
- 2005 지용신인문학상
- 2006 수주문학상
- 2013 제주 4.3 평화문학상
- 2024 제11회 박재삼문학상

## 경력
- 2007 시와 정신 등단
- 시집 <지구레코드>(다층, 2009), <남방큰돌고래>(한국문연, 2013), <난 아무 곳에도 가지 않아요>(걷는사람, 2018)
- 에세이집 <기억에서 들리는 소리는 녹슬지 않는다>(한그루, 2017), <제주어 마음사전>(걷는사람, 2019)
- 동시집 <두점박이사슴벌레 집에 가면>(한그루, 2021)
- 공저 <믿을 수 없는 이야기, 제주 4.3은 왜?>(사계절, 2015)

## 사이트
페이스북 : https://www.facebook.com/taekhoon.hyeon
블로그 : https://blog.naver.com/traceage

## 기타
시집 전문 서점 '시옷서점' 운영 중(제주 서귀포시 중앙로 153번길 5)
현택훈 시인의 캐릭터와 시를 모티프로 한 영화로 '시인의 사랑'(김양희 감독, 2017)이 있다.
문학동인 '시린발' 회원들과 함께 문학 웹진 '산15-1'을 발행하고 있다.